# Deutschland Cup 1995
8. ročník hokejového turnaje Deutschland Cup se konal od 2. do 5. listopadu 1995 ve městech Stuttgart, Füssen a Memmingen. Vyhrála jej hokejová reprezentace Německa.

## Skupina A
|    | Tým     | V | R | P | Skóre | B |
| 1. | Česko   | 1 | 0 | 1 | 9:7   | 2 |
| 2. | Finsko  | 1 | 0 | 1 | 11:11 | 2 |
| 3. | Švédsko | 1 | 0 | 1 | 5:7   | 2 |

 Finsko –  Švédsko 4:5 (1:1, 1:2, 2:2)

2. listopadu 1995 – Füssen
 Česko –  Finsko 6:7 (1:3, 2:2, 3:3)

3. listopadu 1995 – Stuttgart
 Švédsko –  Česko 0:3 (0:0, 0:0, 0:3)

4. listopadu 1995 – Stuttgart

## Skupina B
|    | Tým       | V | R | P | Skóre | B |
| 1. | Německo   | 2 | 0 | 0 | 7:4   | 4 |
| 2. | Švýcarsko | 0 | 1 | 1 | 3:4   | 1 |
| 3. | Kanada    | 0 | 1 | 1 | 3:5   | 1 |

O druhém místě rozhodl rozdíl vstřelených a inkasovaných branek.
 Švýcarsko –  Kanada 1:1 (0:0, 0:0, 1:1)

2. listopadu 1995 – Memmingen
 Kanada –  Německo 2:4 (1:1, 0:1, 1:2)

3. listopadu 1995 – Stuttgart
 Německo –  Švýcarsko 3:2 (0:0, 3:1, 0:1)

4. listopadu 1995 – Stuttgart

## O 5. místo
Švédsko –  Kanada 5:2 (2:0, 1:1, 2:1)

5. listopadu 1995 – Stuttgart

## O 3. místo
Finsko –  Švýcarsko 6:0 (2:0, 3:0, 1:0)

5. listopadu 1995 – Stuttgart

## Finále
Česko –  Německo 1:2 P (0:0, 1:0, 0:1, 0:1)

5. listopadu 1995 – Stuttgart

Branky: (33.) Drahomír Kadlec - (43.) Benoît Doucet, (61.) Daniel Nowak